# 郴州市
郴州市（ちんしゅう-し）は、中華人民共和国湖南省に位置する地級市。

## 地理
湖南省の南東部に位置し、株洲市、衡陽市、永州市、江西省贛州市、広東省韶関市と接する。主な河川には湘江の支流の耒水（らいすい）がある。

## 歴史
漢初の113年、桂陽郡が設置された。建武年間には郡治が郴県に置かれた。その後735年（開元23年）、州制を施行した唐により郴州が設置されると、清末までこの名称が使用されていくことになった、
中華人民共和国が成立すると、1949年11月に郴県専区が設置された。1951年には一旦
郴州市が誕生するが、1963年に県に改編された。その後の行政区変更を経て1977年12月に郴州市に再昇格し現在に至っている。

## 行政区画
2市轄区・1県級市・8県を管轄下に置く。
- 市轄区：
  - 北湖区・蘇仙区
- 県級市：
  - 資興市
- 県：
  - 桂陽県・嘉禾県・臨武県・宜章県・汝城県・桂東県・永興県・安仁県

| 郴州市の地図                                                                 |
| ---------------------------------------------------------------------------- |
| 北湖区 蘇仙区 桂陽県 宜章県 永興県 嘉禾県 臨武県 汝城県 桂東県 安仁県 資興市 |

### 年表
この節の出典

#### 郴県専区(1949年-1951年)
- 1949年10月1日 - 中華人民共和国湖南省郴県専区が成立。郴県・永興県・資興県・桂東県・汝城県・宜章県・臨武県・藍山県・嘉禾県・桂陽県が発足。(10県)
- 1951年5月26日 - 郴県専区が郴州専区に改称。

#### 郴州専区(1951年-1952年)
- 1952年11月13日 - 郴県・永興県・資興県・桂東県・汝城県・宜章県・臨武県・藍山県・嘉禾県・桂陽県が湘南行政区に編入。

#### 郴県専区(1954年-1960年)
- 1954年6月 - 湘南行政区郴県・資興県・桂東県・汝城県・宜章県・臨武県・藍山県・嘉禾県・桂陽県・新田県・永興県・耒陽県・安仁県・酃県を編入。郴県専区が成立。(14県)
- 1954年12月23日 - 広東省粤北行政区楽昌県の一部が宜章県に編入。(14県)
- 1955年8月5日 - 藍山県の一部が衡陽専区江華県の一部と合併し、衡陽専区江華ヤオ族自治県となる。(14県)
- 1957年9月23日 - 江西省吉安専区遂川県の一部が桂東県に編入。(14県)
- 1958年4月28日 - 広東省韶関専区楽昌県の一部が宜章県に編入。(14県)
- 1959年3月22日 (8県)
  - 資興県が郴県に編入。
  - 酃県が湘潭専区茶陵県に編入。
  - 臨武県が宜章県に編入。
  - 新田県が桂陽県に編入。
  - 藍山県・嘉禾県が合併し、藍嘉県が発足。
  - 汝城県・桂東県が合併し、汝桂県が発足。
- 1960年8月15日 - 郴県の一部が分立し、郴州市が発足。(1市8県)
- 1960年8月29日 - 郴県専区が郴州専区に改称。

#### 郴州地区(1960年-1994年)
- 1961年7月9日 (2市13県)
  - 郴県の一部が分立し、東江市・資興県が発足。
  - 藍嘉県が分割され、藍山県・嘉禾県が発足。
  - 汝桂県が分割され、汝城県・桂東県が発足。
  - 宜章県の一部が分立し、臨武県が発足。
  - 桂陽県の一部が分立し、新田県が発足。
- 1962年10月20日 - 東江市が資興県に編入。(1市13県)
- 1962年10月30日 - 新田県・藍山県が零陵専区に編入。(1市11県)
- 1963年5月20日 - 郴州市が郴県に編入。(11県)
- 1970年 - 郴州専区が郴州地区に改称。(11県)
- 1977年12月21日 - 郴県の一部が分立し、郴州市が発足。(1市11県)
- 1983年2月8日 (1市9県)
  - 安仁県が株洲市に編入。
  - 耒陽県が衡陽市に編入。
- 1983年7月13日 - 株洲市安仁県を編入。(1市10県)
- 1984年12月20日 - 資興県および郴県の一部が合併し、資興市が発足。(2市9県)
- 1994年12月17日 - 郴州地区が地級市の郴州市に昇格。

#### 郴州市
- 1994年12月17日 - 郴州地区が地級市の郴州市に昇格。(2区1市8県)
  - 郴州市・郴県の各一部が合併し、北湖区が発足。
  - 郴州市の残部・郴県の残部が合併し、蘇仙区が発足。

## 交通
- 鉄道
  - 京広線 郴州駅
  - 武広旅客専用線 郴州西駅
- 道路
  - 京港澳高速道路